# Women Wage Peace
Women Wage Peace o Mujeres Trabajan por la Paz, es una organización de mujeres que promueve la resolución pacífica del conflicto israelí-palestino. El movimiento es apartidista y no apoya ninguna solución específica al conflicto.

## Origen
Women Wage Peace fue fundada en 2014, después del conflicto entre la Franja de Gaza e Israel,  con el objetivo de promover propuestas políticas para la resolución del conflicto entre Israel y Palestina. Este  movimiento unió a mujeres de diversas comunidades judías israelíes para presionar a los políticos para lograr una solución diplomática al conflicto. Women Wage Peace es una organización que promueve la consolidación de la paz para las mujeres de todas las comunidades y un movimiento global que aboga por la resolución pacífica de conflictos. El movimiento Women Wage Peace (WWP) es la organización más grande de Israel.
Women Wage Peace tuvo sus orígenes en el contexto del conflicto israelí-palestino, donde mujeres de diversas procedencias, tanto palestinas como israelíes, musulmanas como judías, se unieron con el propósito común de poner fin a la violencia y trabajar hacia una solución pacífica del conflicto entre sus pueblos y lanzaron un llamado a la acción, inspiradas por la creencia de que las mujeres tienen un papel fundamental en la construcción de la paz.
La misión central de Women Wage Peace es trabajar para lograr un acuerdo de paz sostenible entre Israel y Palestina. Su enfoque va más allá de las negociaciones políticas convencionales. La organización reconoce la necesidad de una participación significativa de las mujeres en todos los niveles de toma de decisiones, desde la comunidad local hasta las mesas de negociación internacionales.
Women Wage Peace ha implementado diversas estrategias innovadoras para difundir su mensaje y promover la paz. Realizan eventos y manifestaciones masivas, reuniendo a mujeres de diversas religiones, etnias y antecedentes políticos bajo un mismo lema: "¡Queremos la paz, y la queremos ahora!". Estas manifestaciones no solo son actos simbólicos, sino que también sirven como plataformas para sensibilizar a la sociedad y a los líderes sobre la importancia de incluir a las mujeres en el proceso de paz. Women Wage Peace ha llegado a contar con 45.000 miembros israelíes y es el movimiento de base más importante por la paz en Israel.
Women Wage Peace reconoce el papel crucial que desempeñan las mujeres como agentes de cambio. La organización busca empoderar a las mujeres para que se conviertan en lideresas y defensoras de la paz en sus comunidades. Ofrece programas educativos, talleres y oportunidades de liderazgo para fomentar la participación activa de las mujeres en la construcción de la paz y reúne a mujeres de todas las tendencias políticas en torno a una creencia central en la paz, a la vez que exige a los gobiernos que las mujeres sean incluidas en el proceso de establecimiento de la paz.

## Actividades
El movimiento no es partidista y no apoya ninguna solución específica al conflicto, por eso las actividades y eventos apuntan a presionar a los líderes de ambos pueblos para firmar acuerdos de paz.
En 2014, el movimiento unió a mujeres de diversas comunidades judías israelíes para presionar a los políticos para lograr una solución diplomática al conflicto.
En 2015, las mujeres miembros de Women Wage Peace ayunaron durante 50 días, la duración de la guerra de 2014 entre Israel y el grupo terrorista Hamás en la Franja de Gaza, para protestar y pedir la paz.
En 2016, Women Wage Peace organizó una Marcha de la Esperanza en la participaron 30.000 judías en Israel y 3.000 palestinas de Cisjordania.
En 2017 organizaron  una marcha de dos semanas por partes de Israel y Cisjordania con una manifestación en Jerusalén para exigir un acuerdo de paz.
En  2018 realizaron otro gran evento en la frontera de Gaza, haciendo un llamamiento a las mujeres del otro lado de la frontera.
El 4 de octubre de 2023, organizaron una Marcha por la Paz en la cual 1000 mujeres israelíes y 500 palestinas se reunieron en Jerusalén con la presencia de diplomáticos de todo el mundo para desfilar abrazadas. Ese día realizaron una marcha por la tarde en Jerusalén desde el Monumento a la Tolerancia hasta el final del Paseo Goldman en el barrio Armon Hanatziv de Jerusalén. Luego viajaron en autobús a la playa de Neveh Midbar en el Mar Muerto para una serie de eventos que incluyeron una colcha de la paz y la instalación artística de Sigalit Landau de una mesa de la paz vacía.
En octubre de 2023, luego del ataque del 7 de octubre que dio comienzo a la guerra Israel-Gaza de 2023, publicaron un comunicado en el que lamentaban la muerte de palestinos inocentes, entre ellos cientos de niños, asesinados en esta guerra pues la situación en Gaza empeora todo el tiempo.

## Impacto
Lo que comenzó como un movimiento local en Oriente Medio ha resonado a nivel mundial. Women Wage Peace ha inspirado a mujeres de diferentes partes del planeta a unirse en un esfuerzo colectivo para construir la paz. La organización ha establecido colaboraciones con otras iniciativas pacifistas y ha participado en eventos internacionales para compartir sus experiencias y aprender de otras experiencias exitosas. A través de prácticas solidarias, Women Wage Peace crea un sentimiento único de pertenencia, incluso para los activistas árabe-palestinos que experimentan un déficit de pertenencia.
Women Wage Peace tiene una estructura no jerárquica. Distribuyendo su trabajo entre miles de voluntarias que sirven en equipos regionales con una misión específica, incluyendo Participación Gubernamental, Asuntos Exteriores, Comunicación Digital, Proyectos Especiales y Estrategia. Esto permite que mujeres muy diversas se unan con el objetivo de tomar en sus propias manos su propio futuro y el de sus hijos: mujeres de izquierda, centro y derecha, jóvenes y mayores, del centro y la periferia del país, religiosas y laicas, palestinas, judías, árabes, drusas y beduinas.